# دوردينا جوكوفيتش
دوردينا جوكوفيتش مواليد 24 فبراير 1997 في نيكشيتش، صربيا والجبل الأسود، هي لاعبة كرة يد مونتينيغرية تلعب كظهير أيسر. مثلت منتخب الجبل الأسود لكرة اليد للسيدات. شاركت في دورة الألعاب الأولمبية الصيفية سنة 2016.

## سجل المنافسة
شاركت في البطولات التالية:
- الألعاب الأولمبية الصيفية 2016
- بطولة العالم لكرة اليد للسيدات 2015
- بطولة أوروبا لكرة اليد للسيدات 2014
- بطولة أوروبا لكرة اليد للسيدات 2016

## روابط خارجية
- دوردينا جوكوفيتش على موقع الاتحاد الأوروبي لكرة اليد (الإنجليزية)
- دوردينا جوكوفيتش على موقع الدوري الفرنسي لكرة اليد للسيدات (الفرنسية)
- دوردينا جوكوفيتش على موقع أوليمبيديا (الإنجليزية)